# 关西大学综合图书馆
关西大学综合图书馆（日语：／ Kansai Daigaku sōgō toshokan */?）是关西大学校园内的图书馆，位于日本大阪府吹田市，馆长是安武真隆。共藏书250万册，期刊杂志4万4千册。

## 历史
关西大学图书馆的前身是始建於1914年的关西法律学校图书馆，1928年4月千里山校区图书馆（现关西大学博物馆）建成开放。为充实馆藏，教授们下令从欧美留学时购买大量书籍。第二次世界大战后使用千里山图书馆、专门图书馆、天六分馆、社会学部的阅览室来存放书籍，1982年藏书超过115万册造成空间紧张。之后由日本建筑师鬼头梓设计的综合图书馆1985年4月建成开放。1988年该馆设计获得日本图书馆协会建筑奖优秀奖。
除了千里山校区综合图书馆，还有三个分馆包括高槻校区图书馆、高槻MUSE校区图书馆和堺校区图书馆。

### 近期
2017年，与梵蒂岡宗座圖書館合作启动图书馆资源共享项目，“关西大学图书馆-梵蒂岡宗座圖書館”图书馆联合资源网开通，主要包括两校有关日本及远东地区的文献资源。

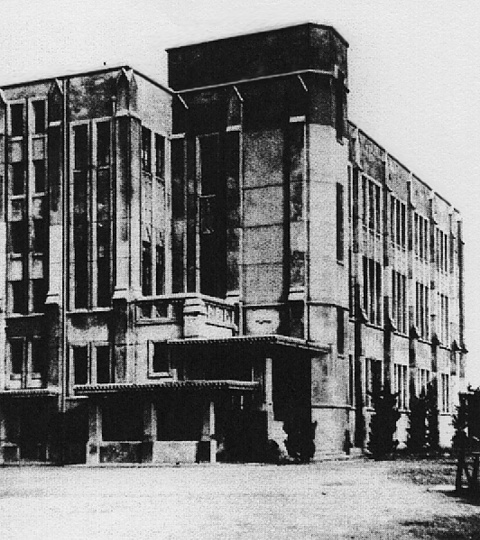
1928年，千里山校区图书馆